# مفاعل نووي للأبحاث

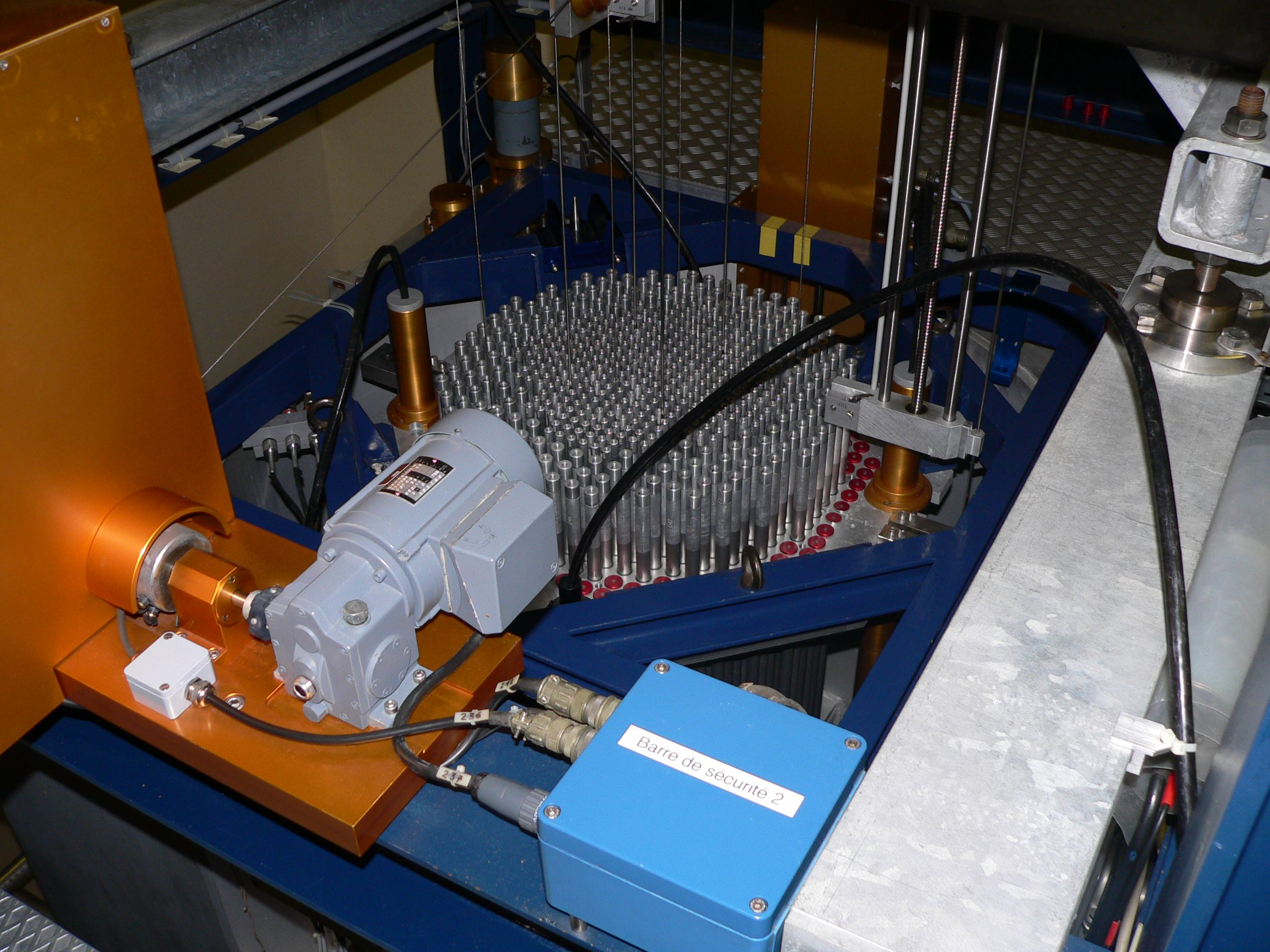
مفاعل الأبحاث التابع لـÉcole polytechnique fédérale de Lausanne, سويسرا. يرى مصفوف قضبان الوقود ومنها بعض قضبان التحكم التي تشكل قلب المفاعل.

مفاعل نووي للبحوث العلمية (بالإنجليزية: Research reactor)‏ هو مفاعل نووي صغير يستخدم أساسيا كمصدر للنيوترونات. ويسمى أيضا مفاعل لاطاقة (non-power reactor) حيث أنه لا يُستخدم لإنتاج الطاقة الكهربائية، بعكس مفاعلات القوى التي الكبيرة والمستخدمة لإنتاج الطاقة الكهربائية أو إنتاج الحرارة لأغراض صناعية؛ يُطلق على مفاعلات القوى أحيانا اسم «محطات قوى نووية» (nuclear power plant). كما يمكن لمفاعلات القوى التي تعمل بالوقود نووي أن ي
تشغل سفينة أو غواصة عوضا عن استخدام الفحم أو الديزل.

## الغرض
يستخدم مفاعل الأبحاث كمصدر للنيوترونات حيث تتم دراسة تشتت النيوترونات على المواد المختلفة، وفي فحص الأجزاء التقنية من دون إتلافها، وفي التحليل الكيميائي الدقيق، واختبارات المواد، وكذلك لإنتاج عناصر مشعة تستخدم في الطب وفي الصناعة. يعمل مفاعل الأبحاث بوقود نووي من نوع أكسيد اليورانيوم أو سيليكات اليورانيوم المخصب لدرجة تصل إلى 20% من اليورانيوم-235 القابل للإنشطار بالنيوترونات البطيئة.
المفاعلات التي تنتج عناصر مشعة تستخدم في الطب وفي الصناعة تسمى أحيانا "مفاعلات نظائر مشعة
isotope reactors. مفاعلات الأبحاث تصدر فيض نيوترونات (أو عدد من أفياض نيوترونات)، توجه تلك الأفياض (حزم النيوترونات) إلى خارج المفاعل عبر أنابيب حيث تبنى لها أجهزة البحوث المختلفة، للقيام بالقياسات على مختلف العينات. أصبحت مفاعلات الأبحاث الحديثة تتفوق على مصادر التشظي التي تستخدم أيضا في إنتاج نيوترونات للبحوث المختلفة.

## بنية مفاعل أبحاث

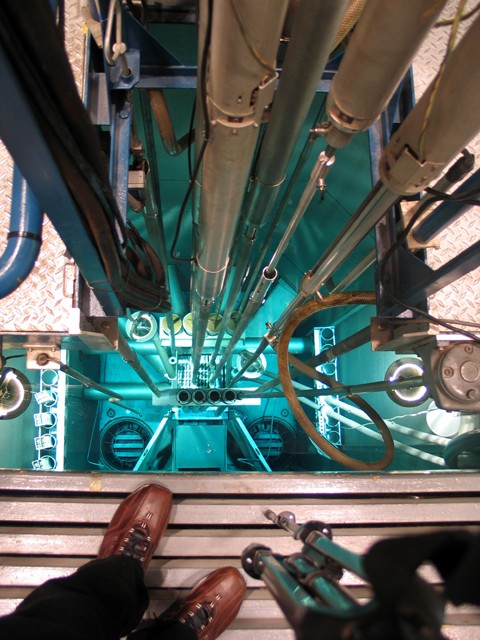
مفاعل جامعة نورث كارولينا PULSTAR وقدرته 1 MW من نوع مفاعل الحوض للأبحاث العلمية. يستخدم قضبان أكسيد اليورانوم المخصب بنسبة 4% UO_{2} في هيئة كبسولات معبة في أنابيب من سبيكة زركونيوم. يرى قلب المفاعل على عمق نحو 6 أمتار من الماء.

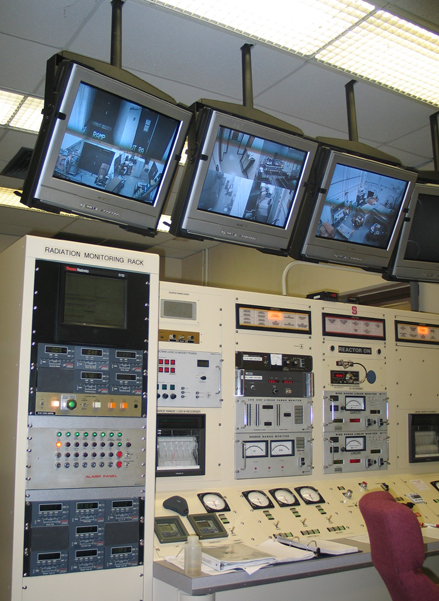
غرفة تحكم مفاعل بولستار النووي بجامعة ولاية كارولاينا الشمالية.

في العادة يكون مفاعل الأبحاث عبارة عن قلب مفاعل صغير بحجم 80 * 80 سنتيمتر وارتفاع نحو 1 متر، غاطسا في حوض ماء، ولهذا يسمى أحيانا «مفاعل حوض» pool reactor. الحوض يكون عادة دائري أو نصف دائري محاطا بجدار سميك من الخرسانة المسلحة بسمك مترين تقريبا. حوض المفاعل وقلب المفاعل موجودان في صالة تحت الضغط الجوي المعتاد (مفاعل الأبحاث هو مفاعل بسيط لا يحتاج لضغط ولا لإنتاج بخار مثلما يشتغل مفاعل نووي للقوى). قلب المفاعل الذي يحتوي على الوقود النووي يوجد عند قاع الحوض، ويكون الحوض مفتوحا من أعلى وتغمره مياه عادية حتى ارتفاع 5 متر فوق القلب المفاعل. هذ العمق من الماء يخدم عدم تسرب إشعاع ولا نيوترونات من المفاعل إلى صالة المفاعل، حيث يمكن للباحثين الخروج والدخول إلى الصالة لتأدية أعمال مختلفة، ولتنظيف الماء من الشوائب بسحب المواد العالقة فيه.
يبنى جدار الحوض الخرساني على جزئين، جزء داخلي والآخر خارجي وبينهما حوضا من الفولاذ سمك نصف سنتيمتر لحفظ الماء من التسرب خارج الحوض. تنشأ من تفاعل النيوترونات مع أنوية ذرات اليورانيوم أعدادا أكبر من النيوترونات، وهذه تستخدم في إجراء التجارب، كما تنشأ حرارة ناتجة عن انشطار أنوية اليورانيوم-235 في حوض الماء. يتم تبريد الماء عن طريق «دورة مياه أولية» وهي مياه الحوض الملامسة لوحدات اليورانيوم، و «دائرة ماء ثانوية» تستقبل الحرارة من الدورة الأولية عن طريق مبادل حراري. وتبرد مياه الدورة الثانوية بتوصيلها ببرج تبريد. خلال تشغيل المفاعل ترتفع درجة حرار الماء في الحوض إلى نحو 50 درجة مئوية، يقوم بتبريدها دورة الماء الثانوية بمعدل نحو 800 متر مكعب في الساعة.
يستخدم مفاعل الأبحاث وقودا نوويا من سليكات اليورانيوم المخصب تخصيبا يصل إلى نحو 20% باليورانيوم-235 . وتكون كمية الوقود موزعة على وحدات وقود ومضافا إليها وحدات ماصة للنيوترونات، الغرض منها التحكم في سير التفاعلات الانشطارية. تحتوي كل وحدة وقود على 400 غرام يورانيوم-235، موزعة على 24 شريحة من الوقود النووي، وأما وحدات التحكم الماصة للنيوترونات الزائدة فهي تحتوي على نحو 300 غرام من اليورانيوم-235 بالإضافة إلى مادة الهافنيوم الشديدة الامتصاص للنيوترونات، عدد الشرائح الماصة للنيوترونات يبلغ 18 شريحة. يستهلك مثل هذا المفاعل للأبحاث نحو 6 غرام من اليورانيوم-235 كل يوم، ينشطر منها نحو 5 غرام، ويتحول 1 غرام من اليورانيوم-235 إلى يورانيوم-236.
جزء من النيوترونات المنبعثة من قلب المفاعل تمر خلال أنابيب فارغة ومغلقة تصل من قرب قلب المفاعل عبر الجدار الخرساني للحوض إلى الخارج. خارج الحوض يسمى صالة التجارب وهي صالة تقع اسفل صالة المفاعل. يخرج من جدار الحوض 7 أو 10 أنابيب أفقية تخرج منها أفياصا نيوترونات تستغلها التجارب المختلفة المبنية في صالة التجارب. ينتهي كل شعاع نيوتروني في صالة التجارب بمصيدة أو حاجز لامتصاص النيوترونات بعد مرور الفيض في العينة المراد اختبارها، حتى لا تصيب تلك النيوترونات الباحثين والعاملين في صالة التجارب. قد يبلغ عدد النيوترونات في قلب المفاعل نحو 1,4 × 1014 نيوترون على السنتيمتر المربع كل ثانية، ويخرج كل فيض نيوترونات من أنبوبته بنفس هذه الكثافة.
بالإضافة إلى التجارب المبنية حول حوض المفاعل في صالة التجارب، يمكن تخصيص أماكن خاصة على حافة قلب المفاعل بغرض وضع عينات وعناصر كيميائية فيها بغرض تعريضها للنيوترونات. يتم وضع العينات في تلك الأماكن على حافة قلب المفاعل ثم استردادها من أعلى الحوض. تلك العينات والمواد يمكن أن تستخدم في التحليل الكيميائي النيوتروني أو لإنتاج النظائر المشعة التي تستخدم في الطب أو دراسة الحالة الصلبة للمواد بعد تعريضها للنيوترونات والإشعاعات.

## مسائل تقنية
المفاعلات النووية المستخدة في البحوث العلمية أبسط بكثير من مفاعلات القوى وهي تعمل تحت درجة حرارة أقل بكثير حيث أن تصميمها ليس بغرض إنتاج الطاقة الكهربائية. وتستخدم تلك المفاعلات كميات أقل من الوقود النووي وتنتج منها أيضا نفايات مشعة قليلة. ولكنها تحتاج إلى يورانيوم مخصب إلى درجة أعلى مما يحتاجه مفاعل القوى؛ فمفاعل الأبحاث يحتاج إلى يورانيوم مخصب ويحتوي على 20% من اليورانيوم-235، أما مفاعل القوي فيعمل بيورانيوم مخصب بدرجة تصل إلى نحو 4% فقط لظروف الأمان.
بعض مفاعلات الأبحاث يحتاج إلى يورانيوم مخصب إلى نحو 93%؛ وبينما يعتبر التخصيب إلى درجة 20% ليس طافيا لصناعة سلاح نووي، فإن تخصيب اليورانيوم إلى 93% يسمى «درجة السلاح النووي» weapons grade. يوجد عدد قليل من تلك مفاعلات الأبحاث العالية التخصيب، وهي تنتج نيوترونات بأعداد أعلى من مفاعل ذو تخصيب 20%، ولهذا فهي تحتاج تصميما خاصا. تعمل أيضا بالماء كمهديء وتحتاج تبريدا عالي الكفاءة.

## التحول إلى استخدام تخصيب منخفض
وضعت الهيئة الدولية للطاقة الذرية بالتعاون معوزارة الطاقة بالولايات المتحدة مرنامجا في عام 1978 بغرض أن تنتقل مفاعلات الأبحاث من استخدام وقوا عالي التخصيب إلى وقود منخفض التخصيب للإيفاء بمتطلبات معاهدة منع انتشار السلاح النووي. وحتى هذا الفتاريخ كانت الولايات المتحدة قد أمدت 41 دولة بيولاانيوم عال التخصيب في إطار برنامج «الاستخدام السلمي للذرة». وفي عام 2004 قامت وزارة الطاقة الأمريكية بتمديد فترة استرداد ما قدمته إلى تلك الدول من وقود نووي حتى سنة 2019.
كذلك في عام 2004 خفض مفاعل تكساس إيه وإم Texas A&M reactor باستخدام وقود نوي أقل تخصيبا من بعد استخدامه لتخصيب عالي لعشرات السنين. حدث هذا التغير في عهد الرئيس الأمريكي بوش يونيور لمكافحة الإرهاب من بعد هجوم 11 سبتمبر 2001 في نيويورك.

## وصلات خارجية
- قائمة للوكالة الدولية للطاقة الذرية يمكن البحث من خلالها على المفاعلات النووية البحثية في العالم (بالإنجليزية)